# Joseph Abbott (Politiker)

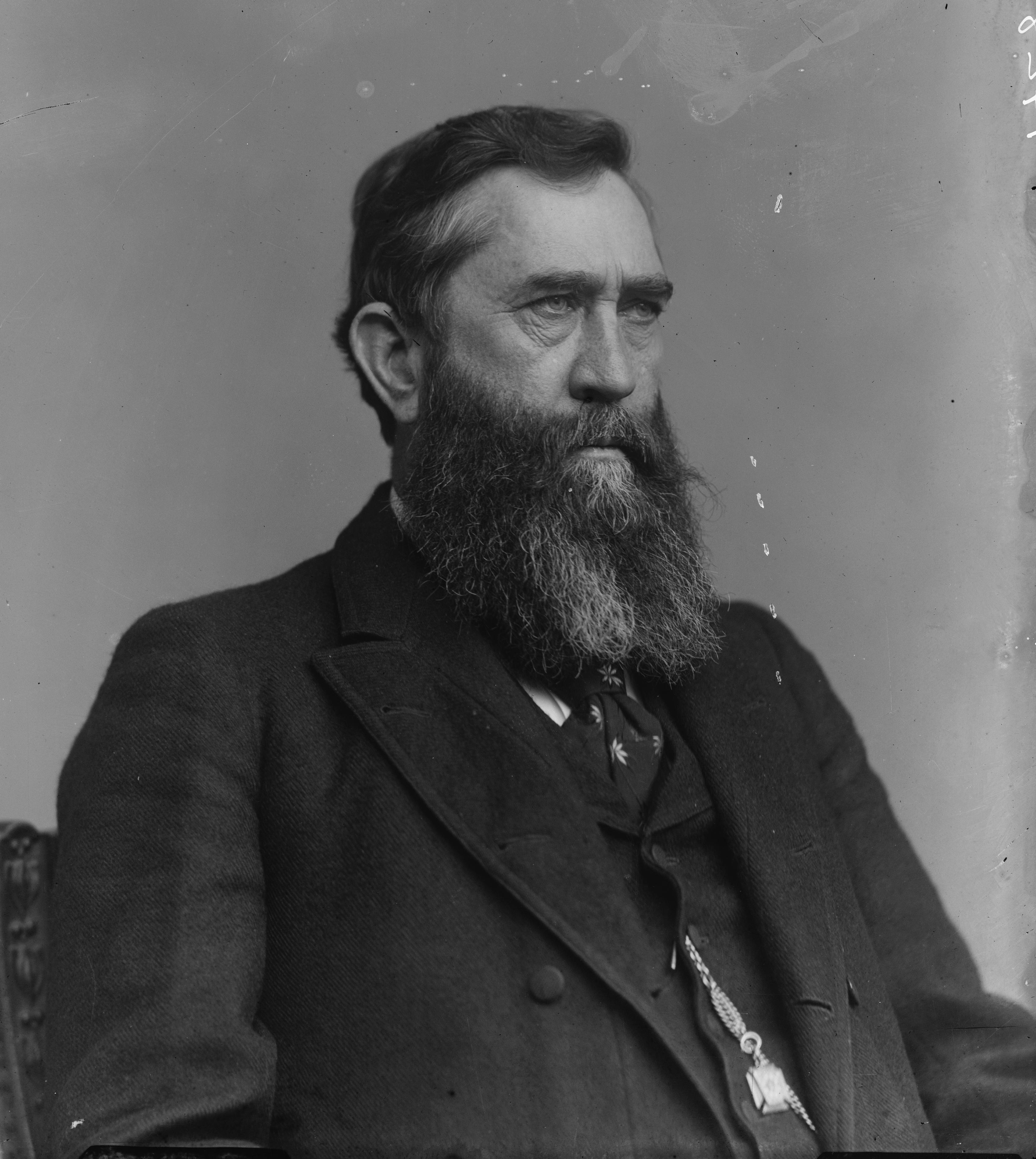
Joseph Abbott

Joseph „Jo“ Abbott (* 15. Januar 1840 bei Decatur, Alabama; † 11. Februar 1908 in Hillsboro, Texas) war ein US-amerikanischer Politiker. Zwischen 1887 und 1897 vertrat er den Bundesstaat Texas im US-Repräsentantenhaus.

## Werdegang
Joseph Abbott besuchte die öffentlichen Schulen seiner Heimat. Im Jahr 1853 kam er mit seinen Eltern in das Freestone County in Texas. Während des Bürgerkrieges diente er als Oberleutnant im Heer der Konföderation. Nach einem Jurastudium und seiner Zulassung als Rechtsanwalt begann er in diesem Beruf zu arbeiten. Gleichzeitig schlug er als Mitglied der Demokratischen Partei eine politische Laufbahn ein. In den Jahren 1870 und 1871 war er Abgeordneter im Repräsentantenhaus von Texas. Von 1879 bis 1884 fungierte er in drei Countys von Texas als Bezirksrichter.
Bei den Kongresswahlen des Jahres 1886 wurde Abbott im sechsten Wahlbezirk von Texas in das US-Repräsentantenhaus in Washington, D.C. gewählt, wo er am 4. März 1887 die Nachfolge von Olin Wellborn antrat. Nach vier Wiederwahlen konnte er bis zum 3. März 1897 fünf Legislaturperioden im Kongress absolvieren. Im Jahr 1896 verzichtete er auf eine weitere Kandidatur. Nach dem Ende seiner Zeit im US-Repräsentantenhaus praktizierte Joseph Abbott wieder als Anwalt. Er starb am 11. Februar 1908 in Hillsboro, wo er auch beigesetzt wurde.